# Les Hommes sans nom
Pour plus de détails, voir Fiche technique et Distribution.
Les Hommes sans nom est un film français réalisé par Jean Vallée, sorti en 1937.

## Synopsis
La vie au Maroc d'un officier de la Légion Étrangère, le colonel de Joyeuse.

## Fiche technique
- Titre : Les Hommes sans nom
- Titre alternatif : Honneur et fidélité
- Réalisation : Jean Vallée
- Scénario : Jean Vallée, et Jean des Vallières d'après son roman éponyme
- Dialogues : Jean des Vallières
- Décors : Jean d'Eaubonne
- Photographie : Georges Million[1]
- Cadreurs : Boris Kaufman et Raymond Clunie[2]
- Son : Jacques Hawadier[3]
- Musique : Jane Bos[4]
- Lieux de tournage = Studios de la Victorine[5]
- Production délégué : Alexandre Javet
- Société de production : « Votre Film »
- Pays d'origine : France
- Format : Noir et blanc - 35 mm - 1,37:1 - Son mono
- Genre : guerre
- Durée : 94 minutes
- Dates de sortie :	
  - France : 22 octobre 1937 à Nice
  - France : 1er décembre 1937 à Paris
- Affiche : Roger Rojac (France)

Sources : UniFrance, Encyclocine et IMDb

## Distribution
- Constant Rémy : le colonel de Joyeuse
- Tania Fédor : Madame de Joyeuse
- Thomy Bourdelle : Bordage
- Maurice Rémy : le capitaine Vallerse
- Paul Escoffier : le lieutenant Djeroï
- Lucien Gallas : le sergent Brandt
- Robert Ozanne : Pancraz
- Suzet Maïs : Jennifer
- Georges Péclet : le capitaine Maréchal
- Arthur Devère : Schumbe, l'ordonnance
- Lucas Gridoux : le caïd Hadj-Ayar
- André Bertoux : Murraus
- Paulette Houry : Ijo
- Charles Redgie : le capitaine Willburn
- A.S. Takal : Mohamed Hamou
- Georges Spanelly
- Georges Térof : le colon

## Appréciation critique
« On pouvait espérer que l'on tenait enfin un spectacle nous montrant la légion véritable, dépouillée de toute la littérature feuilletonesque dont on l'a entourée. On est désolé d'avouer, que rien ou presque, dans le film, ne répond a notre attente et aux intentions de l'auteur.
Sans doute, les silhouettes de légionnaires sont pour la plupart bien esquissées, le dialogue de M. Des Vallières est juste, son scénario, en soi, est excellent. Toute la partie militaire est traitée avec un grand souci de dignité. Mais la faiblesse de la facture cinématographique réduit toutes ces qualités à rien, ou peu s'en faut. »

— François Vinneuil, L'Action française, 17 décembre 1937

« Sous le haut patronage de ceux qui aiment la légion, ce film rend un hommage sobre et digne aux bâtisseurs d'empires venus d'un peu partout.

Déjà, Le Grand Jeu et La Bandera, sous une forme plus romancée, plus spectaculaire, avaient célébré l'héroïsme des hommes sans nom. Ici, l'intrigue amoureuse est mince : elle fait traverser l'écran, furtivement, par deux silhouettes féminines qui pratiquent le renoncement, mais c'est entre soldats que la partie se joue.

Point de mauvais garçons, de têtes brulées ou fortes : la troupe est digne de ses chefs et, de l'arrière comme à l'avant, personne ne songe à flancher. Voici un film que l'on peut projeter, sans craindre pour notre propagande, sur les écrans du monde entier.

Constant Rémy tient avec un rare talent le rôle du colonel de Joyeuse : il est tout ensemble subtil et bonhomme, brusque, fier et indulgent. Thomy Bourdelle prête sa large carrure, sa jovialité rassurante, au collaborateur civil de la légion en marche. Maurice Rémy - Vallerse - est mélancolique et élégant. Escoffier, Redgie, commandent la troupe, qui avec l'accent russe, qui sur le mode  anglo-saxon.

Et Tania Fedor avec Suzet Alais sont des robes qui passent dans la rude vie des hommes sans nom qui ne sont pas forcement des hommes sans âme. »

— Jean Laury, Le Figaro, 19 décembre 1937